# خبرگزاری عمان
خبرگزاری عمان (به عربی: وكالة الأنباء العمانية) (مخفف انگلیسی: ONA)، خبرگزاری رسمی سلطان نشین عمان است. این خبرگزاری فعالیت خود را از ۱۹۹۷ آغاز کرد. 
این خبرگزاری در ششم مارس ۲۰۲۲ وب سایت جدید خود را راه اندازی کرد.
خبرگزاری عمان عضو اتحادیه خبرگزاری‌های کشورهای عربی (FANA) است و در ژانویه ۲۰۲۲ ریاست کنفرانس مجمع عمومی آن را بر عهده داشت.